# Propustka (film)
Propustka (v originále Laissez-passer) je francouzský historický film z roku 2002, který režíroval Bertrand Tavernier. Snímek měl světovou premiéru dne 9. ledna 2002.

## Děj
V Boulogne-Billancourt v roce 1942, uprostřed válečných událostí včetně bombardování továren Renault, je mezi francouzským a německým filmovým průmyslem silná konkurence při získávání literárních talentů potřebných k psaní scénářů.

## Obsazení
| Jacques Gamblin        | Jean Devaivre            |
| Denis Podalydès        | Jean Aurenche            |
| Charlotte Kady         | Suzanne Raymond          |
| Marie Desgranges       | Simone Devaivre          |
| Ged Marlon             | Jean-Paul Le Chanois     |
| Philippe Morier-Genoud | Maurice Tourneur         |
| Laurent Schilling      | Charles Spaak            |
| Christian Berkel       | Alfred Greven            |
| Richard Sammel         | Richard Pottier          |
| Marie Gillain          | Olga                     |
| Olivier Gourmet        | Roger Richebé            |
| Philippe Saïd          | Pierre Nord              |
| Liliane Rovère         | Mémaine                  |
| Götz Burger            | Bauermeister             |
| Serge Riaboukine       | Louis Née                |
| Didier Sauvegrain      | Armand Thirard           |
| Thierry Gibault        | Paul Maillebuau          |
| Christophe Odent       | Pierre Bost              |
| Pierre Lacan           | Louis Devaivre           |
| Jean-Yves Roan         | René Fléchard            |
| Bruno Raffaelli        | Glinglin                 |
| Jean-Claude Calon      | Marcel                   |
| Michel Charvaz         | Georges Million          |
| Jean-Yves Ruf          | Albert                   |
| Guillaume Viry         | polní hlídač             |
| Vincent Schmitt        | Léon                     |
| Philippe Duclos        | Marcel Bryau             |
| Radu Duda              | Andrejew                 |
| Niels Dubost           | Didot                    |
| Pierre Berriau         | Mickey                   |
| François Loriquet      | Douillet                 |
| Richard Guedj          | Jules                    |
| Claude Aufaure         | Roland-Manuel            |
| Jean-Pierre Léonardini | Laurencie                |
| Jean-Claude Frissung   | Foulioux                 |
| Tonio Descanvelle      | René Wheeler             |
| Sébastien Thiéry       | André Cayatte            |
| Wolfgang Pissors       | německý policista        |
| Henri Attal            | Raoul                    |
| Françoise Bette        | Devaivrova matka         |
| Lara Guirao            | pouliční zpěvačka        |
| Jean Leber             | houslista                |
| Daniel Langlet         | Masson                   |
| Daniel Delabesse       | Claude Autant-Lara       |
| Tania Torrens          | Marraine                 |
| Jacques Boudet         | majitel bistra           |
| Philippe Meyer         | Maigretův model          |
| Alain Ollivier         | lékař v Continentalu     |
| Iddo Goldberg          | pilot z Lysanderu        |
| Robert Glenister       | kapitán Townsend         |
| Tim Pigott-Smith       | Fleming                  |
| Max Morel              | policista z Continentalu |
| Antoine Coesens        | policista z Continentalu |
| Gilles Gaston-Dreyfus  | René Blech               |
| Jean-Michel Noirey     | Jussieu                  |
| Bertrand Tavernier     | vypravěč                 |

## Ocenění
- Berlinale: nejlepší herec (Jacques Gamblin) a nejlepší hudba a nominace na Zlatého medvěda
- Mezinárodní filmový festival ve Fort Lauderdale: nejlepší film, nejlepší režie, nejlepší scénář a nejlepší herec ve vedlejší roli (Denis Podalydès)
- César: nominace v kategoriích nejlepší filmová hudba (Antoine Duhamel) a nejlepší výprava (Emile Ghigo)